# Ramsey Lewis
Ramsey Emmanuel Lewis Jr. (Chicago, 27 maggio 1935 – Chicago, 12 settembre 2022) è stato un compositore e pianista statunitense.

## Biografia
Nato a Chicago nel 1935, è stato introdotto alla musica dal padre, direttore di un coro. Ha quindi iniziato a suonare il pianoforte e all'età di 15 anni è entrato in un gruppo jazz chiamato Cleffs.
Con il bassista Eldee Young e il percussionista Redd Holt ha in seguito formato il Ramsey Lewis Trio, che è diventato molto conosciuto nell'ambiente jazz di Chicago e non solo. Il primo album del trio (Ramsey Lewis & His Gentlemen of Jazz) è uscito nel 1956. Nel 1965 il gruppo ha registrato una cover di The in Crowd di Dobie Gray, che ha ottenuto un gran successo. Ha vinto tre Grammy Awards tra il 1965 e il 1973, il primo dei quali proprio grazie a The in Crowd (miglior interpretazione jazz di un gruppo piccolo).
Dopo che il gruppo si è sciolto, Lewis ha proseguito l'attività di pianista con altri musicisti assumendo una sezione ritmica composta da Cleveland Eaton (basso) e Maurice White (Earth, Wind & Fire, batteria). Nel 1972 ha firmato per la Columbia Records.
Negli anni '80 ha collaborato con Nancy Wilson,  con l'Orchestra Filarmonica di Londra e con Billy Taylor. Inoltre ha pubblicato un album di reunion con Holt e Young nel 1983. Nel 1992 ha firmato per la GPR Records. Dal 1997 al 2009 ha lavorato come conduttore radiofonico nella radio WNUA di Chicago col programma Ramsey Lewis Morning Show.